# Голливуд, Джесси Джеймс
Джесси Джеймс Голливуд (англ. Jesse James Hollywood), родился 28 января 1980, также известен как Шон Майклс (англ. Sean Michaels) и Майкл Коста Жиру (англ. Michael Costa Giroux) — американский преступник, наркоторговец. Прототип Джонни Трулава — главного героя фильма «Альфа дог». 9 августа 2000 года по заказу Дж. Голливуда был убит 15-летний Николас Марковиц. Эта история и послужила сюжетом для фильма.

## Детство и юность
Джесси Джеймс родился в семье Джона (Джека) и Лори Голливуд, в Вест-Хиллс, Лос-Анджелес. Вопреки распространенному мнению, своё имя будущий наркоторговец получил не в честь знаменитого преступника Джесси Джеймса, а в честь своего дяди. В детстве и подростковом возрасте занимался бейсболом, но из-за травмы был вынужден прекратить занятия. Полагают, что продажей героина он начал заниматься за год до фатального убийства. В преступный бизнес Джесси Джеймс вовлек своих друзей по бейсбольной школе — в том числе и старшего брата по отцу будущей жертвы, Бенджамина Марковица.

## Преступление
Бенджамин Марковиц задолжал Голливуду. Для воздействия на него Голливуд решает похитить его младшего брата Николаса. 15-летнего парня затолкали в фургон и увезли. Предположительно, сперва Николас запаниковал, узнав, зачем его похитили. Но затем похитители предложили ему наркотики и алкоголь, и он почувствовал себя членом банды, ведущей красивую жизнь, и поэтому перестал сопротивляться. Голливуд поручил заботу о Николасе Джесси Раджу (англ. Jesse Rugge), который предоставил «заложнику» почти полную свободу. По процессу позднее проходили 42 свидетеля, и большинство из них прекрасно знали, что Николас похищен — его даже называли stolen boy («украденный пацан»). Никто из них не позвонил в полицию, потому что поведение Николаса никак не наводило на мысль, что его держат в неволе. Известно, что Николас даже близко сошёлся с одной 17-летней девушкой Джанин из группы. Вся компания отправилась на вечеринку в мотель Lemon Tree Inn. После вечеринки Николасу дали понять, что его скоро отвезут домой. Но испуганный грозящим ему пожизненным сроком за похищение несовершеннолетнего Голливуд приказал члену банды Райану Хойту, задолжавшему ему 1200 долларов, в качестве оплаты долга убить мальчика.
Николаса отвезли на холмы Голета, где Хойт и Джесси Радж вырыли могилу. Затем Радж связал Николасу руки скотчем и заклеил ему рот, а Хойт ударил по затылку лопатой и произвёл 9 выстрелов из Tec-9. Убийцы закопали оружие вместе с трупом и закидали могилу ветками. Однако могила оказалась слишком неглубокой и близкой к популярной тропинке. Спустя шесть дней после похищения 12 августа тело Николаса Марковица было обнаружено.

## Наказание
21 ноября 2001 года 21-летний Райан Хойт был признан виновным в предумышленном убийстве первой степени с отягчающими обстоятельствами. 9 декабря того же года он был приговорён к смертной казни. Хойт оставался в камере смертников тюрьмы штата Сан-Квентин до января 2024 года, когда его приговор был заменён на пожизненное заключение без права на досрочное освобождение. Судья Верховного суда Брайан Хилл удовлетворил ходатайство Хойта об отмене смертного приговора, указав, что он был склонен к тому, что неопытный адвокат Хойта Оуэн допустил ошибки на этапе вынесения приговора, и что Хойт был «юным преступником» с «психическими отклонениями», которые делали казнь неприемлемой. Впоследствии Хойта перевели в Калифорнийскую мужскую колонию в Сан-Луис-Обиспо для отбывания пожизненного заключения.
Джесси Радж, которому на момент убийства было 20 лет, в сентябре 2002 года был приговорён к пожизненному заключению с возможностью подать прошение о помиловании через 7 лет. В июле 2013 года Радж получил условно-досрочное освобождение и 24 октября того же года был выпущен из тюрьмы.
Сам Голливуд не присутствовал при убийстве. После обнаружения тела Марковица он ударился в бега, и в 2004 был внесён в розыскные списки ФБР. Обнаружили его только в 2005, в бразильском городе Сакварема, вместе с беременной подругой Марсией Рейс. Голливуд рассчитывал, что по бразильским законам он избежит экстрадиции как отец гражданина Бразилии. Но из-за того, что границу он пересёк по фальшивым документам, он оказался вне закона. Поэтому он был выдан бразильскими властями 10 марта 2005 года и передан под суд. Официальное обвинение в организации убийства Николаса Марковица было предъявлено Голливуду только 1 апреля 2008 года. Суд был перенесён на 27 апреля 2009, где, в случае признания виновным, Голливуду грозила смертная казнь, однако на нём присяжные в конечном итоге решили дать Голливуду пожизненное заключение. В своей южноамериканской книге переписки Пять лет Кристиан Крахт и Дэвид Вудард часто обсуждают затруднительное положение Джесси Джеймса Голливуда между 2004 и 2006 годами.:205–206
5 февраля 2010 года Голливуд был приговорён к пожизненному заключению без возможности досрочного освобождения.

## Личная жизнь
В 2014 году Голливуд сочетался браком с Мелиндой Иноз, которая начала с ним переписываться через некоторое время после вынесения приговора. Свадебная процессия проходила на территории тюрьмы, в которой он отбывает заключение.